# Virtus Entella 2017-2018
Questa voce raccoglie le informazioni riguardanti la Virtus Entella nelle competizioni ufficiali della stagione 2017-2018.

## Stagione
Nella stagione 2017-2018 l'Entella disputa il quarto torneo cadetto, un campionato sofferto, culminato con la retrocessione in Serie C. L'Entella riesce ad accedere al Play-out battendo all'ultima giornata di campionato il Novara al Piola, condannandolo alla Serie C, ma nel Play-out contro l'Ascoli pareggia (0-0) sia all'andata in casa che al ritorno ad Ascoli e retrocede per il peggior piazzamento in classifica rispetto ai marchigiani. Tre gli allenatori che si sono alternati alla guida dei liguri, senza ottenere l'obiettivo salvezza. Nel girone di andata ha raccolto 24 punti, appena sopra la zona Play-out, nel girone di ritorno ha incassato solo 20 punti. Andrea La Mantia è stato il miglior marcatore dei liguri con 12 reti. Ad agosto nella Coppa Italia Tim Cup biancocelesti subito fuori nel secondo turno, sconfitti (1-2) dalla Cremonese.

## Divise e sponsor
Il fornitore ufficiale di materiale tecnico per la stagione 2017-2018 è Acerbis, mentre gli sponsor ufficiali sono Duferco Energia e Pensa Benessere (nel retro sotto la numerazione).
| 1ª divisa | 2ª divisa | 3ª divisa |

## Rosa
| N. |                   | Ruolo | Calciatore                 |
| -- | ----------------- | ----- | -------------------------- |
| 1  | Italia (bandiera) | P     | Andrea Paroni              |
| 2  | Italia (bandiera) | D     | Eros De Santis             |
| 4  | Italia (bandiera) | D     | Francesco Belli            |
| 5  | Italia (bandiera) | D     | Luca Ceccarelli            |
| 6  | Italia (bandiera) | D     | Valerio Zigrossi           |
| 7  | Italia (bandiera) | C     | Luca Nizzetto              |
| 8  | Italia (bandiera) | C     | Michele Troiano (capitano) |
| 9  | Italia (bandiera) | A     | Davide Luppi               |
| 10 | Italia (bandiera) | A     | Giuseppe De Luca           |
| 11 | Italia (bandiera) | C     | Simone Palermo             |
| 12 | Italia (bandiera) | P     | Simone Massolo             |
| 13 | Italia (bandiera) | D     | Simone Benedetti           |
| 14 | Italia (bandiera) | C     | Mirko Eramo                |
| 15 | Italia (bandiera) | D     | Michele Pellizzer          |

| N. |                       | Ruolo | Calciatore           |
| -- | --------------------- | ----- | -------------------- |
| 17 | Italia (bandiera)     | C     | Francesco Ardizzone  |
| 18 | Australia (bandiera)  | C     | Gabriel Cleur        |
| 19 | Italia (bandiera)     | A     | Andrea La Mantia     |
| 20 | Italia (bandiera)     | A     | Davide Diaw          |
| 21 | Italia (bandiera)     | C     | Manuel Di Paola      |
| 22 | Italia (bandiera)     | P     | Alessandro Iacobucci |
| 23 | Italia (bandiera)     | C     | Marco Crimi          |
| 24 | Croazia (bandiera)    | C     | Tomi Petrovic        |
| 25 | Portogallo (bandiera) | A     | Dany Mota            |
| 26 | Italia (bandiera)     | C     | Michele Currarino    |
| 27 | Rep. Ceca (bandiera)  | C     | Jan Havlena          |
| 28 | Senegal (bandiera)    | D     | Joel Baraye          |
| 29 | Italia (bandiera)     | D     | Davide Brivio        |
| 30 | Italia (bandiera)     | A     | Mattia Aramu         |

## Calciomercato

### Sessione estiva(dal 01/07 al 31/08)
| Acquisti | Acquisti             | Acquisti       | Acquisti      |
| R.       | Nome                 | da             | Modalità      |
| -------- | -------------------- | -------------- | ------------- |
| P        | Simone Massolo       | Sanremese      | definitivo    |
| D        | Valerio Zigrossi     | Fano           | fine prestito |
| D        | Raul Zucchetti       | Milan          | definitivo    |
| D        | Davide Brivio        | Genoa          | prestito      |
| C        | Mirko Eramo          | Benevento      | definitivo    |
| C        | Marco Crimi          | Cesena         | definitivo    |
| C        | Fabio Gerli          | Bassano Virtus | fine prestito |
| C        | Luca Nizzetto        | Trapani        | definitivo    |
| A        | Michele Currarino    | Lavagnese      | definitivo    |
| A        | Giuseppe De Luca     | Atalanta       | prestito      |
| A        | Hector Otin Lafuente | Gubbio         | fine prestito |
| A        | Andrea La Mantia     | Pro Vercelli   | definitivo    |
| A        | Davide Luppi         | Verona         | prestito      |
| A        | Mattia Aramu         | Torino         | prestito      |

| Cessioni | Cessioni             | Cessioni            | Cessioni      |
| R.       | Nome                 | a                   | Modalità      |
| -------- | -------------------- | ------------------- | ------------- |
| D        | Lorenzo Filippini    | Lazio               | fine prestito |
| D        | Simone Pecorini      | Avellino            | definitivo    |
| D        | Simone Sini          | Viterbese Castrense | definitivo    |
| C        | Aladin Ayoub         | Mestre              | prestito      |
| C        | Marco Moscati        | Livorno             | fine prestito |
| C        | Nicolò Zaniolo       | Inter               | definitivo    |
| A        | Andrea Catellani     |                     | fine carriera |
| C        | Luca Tremolada       | Ternana             | prestito      |
| C        | Fabio Gerli          | Siena               | prestito      |
| A        | Francesco Puntoriere | Catanzaro           | prestito      |
| D        | Raul Zucchetti       | AlbinoLeffe         | prestito      |

## Risultati

### Serie B

#### Girone di andata
| Arbitro: | Pillitteri (Palermo) |

|                    |           |                                                  |
| Troiano 19’ (rig.) | Marcatori | 9’, 40’, 85’ Han 13’ (rig.) Cerri 43’ Colombatto |

| Arbitro: | La Penna (Roma) |

|            |           |                    |
| Mazzeo 11’ | Marcatori | 17’ (rig.) Troiano |

| Arbitro: | Piccinini (Forlì) |

|                         |           |             |
| Terzi 14’ Marilungo 89’ | Marcatori | 61’ De Luca |

| Arbitro: | Fourneau (Roma) |

|                                          |           |                 |
| Eramo 2’ Luppi 55’ Gasparetto 60’ (aut.) | Marcatori | 29’ A. Montalto |

| Arbitro: | Serra (Torino) |

|                        |           |                    |
| Capone 17’ Brugman 64’ | Marcatori | 75’ Luppi 80’ Diaw |

| Chiavari 23 settembre 2017 6ª giornata | Virtus Entella    | 0 – 0 referto | Carpi | Stadio Comunale (1 661 spett.)\| Arbitro: \| Sacchi (Macerata) \| |
| Arbitro:                               | Sacchi (Macerata) |               |       |                                                                   |

| Arbitro: | Martinelli (Roma) |

|  |           |                      |
|  | Marcatori | 45+1’ (rig.) Troiano |

| Arbitro: | Balice (Termoli) |

|                                      |           |  |
| De Luca 29’ Brivio 68’ La Mantia 88’ | Marcatori |  |

| Arbitro: | Giua (Olbia) |

|                           |           |                                    |
| La Mantia 58’ De Luca 62’ | Marcatori | 2’ Šimić 9’ Donnarumma 86’ Pasqual |

| Arbitro: | Di Martino (Teramo) |

|                                           |           |           |
| Lucarelli 34’ Calaiò 82’ R. Insigne 90+3’ | Marcatori | 52’ Luppi |

| Arbitro: | Baroni (Firenze) |

|           |           |              |
| Eramo 57’ | Marcatori | 35’ Paulinho |

| Arbitro: | Aureliano (Bologna) |

|                             |           |  |
| Nestorovski 23’ (rig.), 48’ | Marcatori |  |

| Arbitro: | Di Paolo (Avezzano) |

|                        |           |                |
| La Mantia 41’ Diaw 66’ | Marcatori | 6’, 35’ Jallow |

| Avellino 11 novembre 2017, ore 18:00 CET 14ª giornata | Avellino         | 0 – 0 referto | Virtus Entella | Stadio Partenio-Adriano Lombardi (3 396 spett.)\| Arbitro: \| Minelli (Varese) \| |
| Arbitro:                                              | Minelli (Varese) |               |                |                                                                                   |

| Chiavari 18 novembre 2017, ore 15:00 CET 15ª giornata | Virtus Entella     | 0 – 0 referto | Venezia | Stadio Comunale (1 849 spett.)\| Arbitro: \| Illuzzi (Molfetta) \| |
| Arbitro:                                              | Illuzzi (Molfetta) |               |         |                                                                    |

| Arbitro: | Marinelli (Tivoli) |

|             |           |               |
| Bifulco 65’ | Marcatori | 21’ La Mantia |

| Arbitro: | Sacchi (Macerata) |

|                                              |           |            |
| La Mantia 18’ Troiano 37’ (rig.) De Luca 69’ | Marcatori | 65’ Galano |

| Arbitro: | Piccinini (Forlì) |

|             |           |           |
| Clemenza 3’ | Marcatori | 90’ Aramu |

| Arbitro: | Piscopo (Imperia) |

|  |           |                         |
|  | Marcatori | 28’ Kiyine 58’ Sprocati |

| Arbitro: | Serra (Torino) |

|                                    |           |                                   |
| Ciano 33’, 56’ D. Ciofani 60’, 71’ | Marcatori | 1’ De Luca 64’ Diaw 76’ La Mantia |

| Arbitro: | Giua (Olbia) |

|                           |           |              |
| De Luca 58’ La Mantia 80’ | Marcatori | 12’ Dickmann |

#### Girone di ritorno
| Arbitro: | Illuzzi (Molfetta) |

|                     |           |  |
| Kouan 50’ Cerri 57’ | Marcatori |  |

| Arbitro: | Martinelli (Roma) |

|               |           |                      |
| La Mantia 86’ | Marcatori | 32’ Kragl 57’ Mazzeo |

| Arbitro: | Marinelli (Tivoli) |

|  |           |              |
|  | Marcatori | 56’ Maggiore |

| Arbitro: | Nasca (Bari) |

|  |           |               |
|  | Marcatori | 86’ La Mantia |

| Chiavari 17 febbraio 2018 26ª giornata | Virtus Entella   | 0 – 0 referto | Pescara | Stadio Comunale (1 692 spett.)\| Arbitro: \| Rapuano (Rimini) \| |
| Arbitro:                               | Rapuano (Rimini) |               |         |                                                                  |

| Carpi 24 febbraio 2018 27ª giornata | Carpi            | 0 – 0 referto | Virtus Entella | Stadio Sandro Cabassi (1 460 spett.)\| Arbitro: \| Balice (Termoli) \| |
| Arbitro:                            | Balice (Termoli) |               |                |                                                                        |

| Arbitro: | Minelli (Varese) |

|  |           |               |
|  | Marcatori | 42’ Arrighini |

| Brescia 3 marzo 2018 29ª giornata | Brescia       | 0 – 0 referto | Virtus Entella | Stadio Mario Rigamonti (6 000 spett.)\| Arbitro: \| Marini (Roma) \| |
| Arbitro:                          | Marini (Roma) |               |                |                                                                      |

| Arbitro: | Piscopo (Imperia) |

|                           |           |             |
| Caputo 38’ Donnarumma 72’ | Marcatori | 83’ De Luca |

| Arbitro: | Ros (Pordenone) |

|                    |           |  |
| La Mantia 45’, 89’ | Marcatori |  |

| Arbitro: | Illuzzi (Molfetta) |

|  |           |          |
|  | Marcatori | 9’ Gatto |

| Arbitro: | Fourneau (Roma) |

|           |           |                                    |
| Gatto 80’ | Marcatori | 17’ La Gumina 74’ (aut.) De Santis |

| Arbitro: | Sacchi (Macerata) |

|                                      |           |  |
| Kupisz 3’ Schiavone 18’ Dalmonte 50’ | Marcatori |  |

| Arbitro: | Abbattista (Molfetta) |

|                |           |             |
| Ceccarelli 77’ | Marcatori | 52’ Asencio |

| Arbitro: | Piscopo (Imperia) |

|                         |           |  |
| Geijo 27’ Falzerano 60’ | Marcatori |  |

| Arbitro: | Di Paolo (Avezzano) |

|                                              |           |                              |
| Crimi 66’ La Mantia 71’ (rig.) Ardizzone 82’ | Marcatori | 13’ Mammarella 54’ Altobelli |

| Arbitro: | Serra (Torino) |

|              |           |  |
| Balkovec 20’ | Marcatori |  |

| Arbitro: | Pinzani (Empoli) |

|              |           |                |
| Petrović 48’ | Marcatori | 15’ Monachello |

| Arbitro: | Rapuano (Rimini) |

|             |           |  |
| Bocalon 53’ | Marcatori |  |

| Arbitro: | Nasca (Bari) |

|  |           |             |
|  | Marcatori | 45’ Dionisi |

| Arbitro: | Chiffi (Padova) |

|  |           |           |
|  | Marcatori | 68’ Crimi |

### Play out
| Chiavari 31 maggio 2018, ore 20:30 CEST andata | Virtus Entella      | 0 – 0 referto | Ascoli | Stadio Comunale (4 367 spett.)\| Arbitro: \| Di Paolo (Avezzano) \| |
| Arbitro:                                       | Di Paolo (Avezzano) |               |        |                                                                     |

| Ascoli Piceno 7 giugno 2018, ore 20:30 CEST ritorno | Ascoli       | 0 – 0 referto | Virtus Entella | Stadio Cino e Lillo Del Duca (10 360 spett.)\| Arbitro: \| Nasca (Bari) \| |
| Arbitro:                                            | Nasca (Bari) |               |                |                                                                            |

### Coppa Italia
| Arbitro: | La Penna (Roma) |

|  |           |             |
|  | Marcatori | 45+1’ Pesce |

## Statistiche

### Statistiche di squadra
| Competizione | Punti | In casa | In casa | In casa | In casa | In casa | In casa | In trasferta | In trasferta | In trasferta | In trasferta | In trasferta | In trasferta | Totale | Totale | Totale | Totale | Totale | Totale | D.R. |
| Competizione | Punti | G       | V       | N       | P       | GF      | GS      | G            | V            | N            | P            | GF           | GS           | G      | V      | N      | P      | GF     | GS     | D.R. |
| ------------ | ----- | ------- | ------- | ------- | ------- | ------- | ------- | ------------ | ------------ | ------------ | ------------ | ------------ | ------------ | ------ | ------ | ------ | ------ | ------ | ------ | ---- |
| Serie B      | 44    | 21      | 6       | 7       | 8       | 26      | 27      | 21           | 4            | 7            | 10           | 15           | 27           | 42     | 10     | 14     | 18     | 41     | 54     | -13  |
| Coppa Italia |       | 1       | 0       | 0       | 1       | 0       | 1       | 0            | 0            | 0            | 0            | 0            | 0            | 1      | 0      | 0      | 1      | 0      | 1      | -1   |
| Totale       | 44    | 22      | 6       | 7       | 9       | 26      | 28      | 21           | 4            | 7            | 10           | 15           | 27           | 43     | 10     | 14     | 19     | 41     | 55     | -14  |

### Andamento in campionato
| Giornata  | 1  | 2  | 3  | 4 | 5 | 6 | 7 | 8 | 9 | 10 | 11 | 12 | 13 | 14 | 15 | 16 | 17 | 18 | 19 | 20 | 21 | 22 | 23 | 24 | 25 | 26 | 27 | 28 | 29 | 30 | 31 | 32 | 33 | 34 | 35 | 36 | 37 | 38 | 39 | 40 | 41 | 42 |
| --------- | -- | -- | -- | - | - | - | - | - | - | -- | -- | -- | -- | -- | -- | -- | -- | -- | -- | -- | -- | -- | -- | -- | -- | -- | -- | -- | -- | -- | -- | -- | -- | -- | -- | -- | -- | -- | -- | -- | -- | -- |
| Luogo     | C  | T  | T  |   |   |   |   |   |   |    |    |    |    |    |    |    |    |    |    | T  | C  | T  | C  | C  |    |    |    |    |    |    |    |    |    |    |    |    |    |    |    |    |    |    |
| Risultato | P  | N  | P  | V | N | N | V | V | P | P  | N  | P  | N  | N  | N  | N  | V  | N  | P  | P  | V  | P  | P  | P  | V  | N  | N  | P  | N  | P  | V  | V  | P  | P  | N  | P  | V  | P  | N  | P  | P  | V  |
| Posizione | 22 | 18 | 21 |   |   |   |   |   |   |    |    |    |    |    |    |    |    |    |    |    |    |    |    |    |    |    |    |    |    |    |    |    |    |    |    |    |    |    |    |    |    |    |

Legenda:

Luogo: C = Casa; T = Trasferta. Risultato: V = Vittoria; N = Pareggio; P = Sconfitta.